# Justo Villar
Justo Wilmar Villar Viveros (n. 30 iunie 1977) este un fotbalist paraguayan retras din activitate care a evoluat pe postul de portar.
Pe lângă cele jucate în propria țară, a jucat și în Argentina, Spania și Chile, într-o carieră care a durat 22 de ani.
Internațional al Paraguayului în 120 de ocazii, Villar a reprezentat națiunea în trei Cupe Mondiale și șapte turnee Copa América.

## Palmares

### Club
Libertad
- Primera División de Paraguay: 2002, 2003

Newell's Old Boys
- Primera División de Argentina: Apertura 2004

### Națională
- Copa América

Finalist: 2011

### Individual
- Fotbalistul Paraguayan al anului: 2004
- Cel mai bun portar de la Copa América: 2011